# Čudsko-pskovsko jezero
Čudsko-pskovsko jezero (est. Peipsi-Pihkva järv; rus. Чу́дско-Пско́вское о́зеро, Пско́вско-Чудско́е о́зеро), ponegdje poznato i kao Peipus (njemački: Peipussee) jezerski je sustav u Istočnoj Europi, na granici između Estonije na zapadu i Rusije na istoku (odnosno ruskih oblasti Lenjingradske i Pskovske). S površinom od 3555 km², to je peta najveća jezerska površina u Europi, nakon Ladoge, Onege, Vänerna i Saimae. Jezera pripadaju porječju Finskoga zaljeva Baltičkoga mora s kojim su povezana preko rijeke Narvom u koju se voda iz Čudsko-pskovskoga jezera ulijeva. 
Čudsko-pskovski jezerski sustav čine tri međusobno povezana jezera: 
- Čudsko jezero u sjevernome dijelu (estonski: Peipsi järv, ruski: Чудско озеро) – površina 2611 km² (73 %)
- Toplo jezero u središnjem dijelu (estonski: Lämmijärv, ruski: Тёплое озеро) – površina 708 km² (7 %)
- Pskovsko jezero u južnome dijelu (estonski: Pihkva järv, ruski: Псковское озеро) – površina 236 km² (20 %)

Godine 1242. na ovome se jezeru dogodila „Bitka na ledu” između teutonskih vitezova i Novgorodske Republike predvođene Aleksandrom Nevskim.

## Fizičko-geografske karakteristike
Sustav Čudsko-pskovskoga jezera relikt je nekadašnje znatno prostranije vodene mase ledenjačkoga podrijetla. Tijekom paleozoika, prije nekih 300 do 400 milijuna godina, cijelo područje suvremenoga porječja Finskoga zaljeva bila je pod morem, a dokazi za tu maritimnu fazu su naslage marinskih sedimenata debljine do 200 metara. Suvremeni reljef i porječje nastalo je pod utjecajem ledenjačkoga procesa tijekom Zadnjega Velikoga ledenoga doba prije 12 000 godina. Povlačenjem ledenjaka nastalo je Littorinsko more čija je površina bila od 7 do 9 metara iznad razine današnjega Baltičkoga mora, a njegovim postepenim povlačenjem nastalo je suvremeno područje Čudsko-pskovskoga jezera. 

### Obale, reljef dna i hidrografija
Površina Čudsko-pskovskoga jezera iznosi 3555 km², obujam 25 km³, prosječna dubina 7,1 m, a najveća dubina 15 m. Ukupna dužina obala iznosi 520 kilometara, dok površina porječja iznosi 47 800 km². Površina jezera leži na nadmorskoj visini od 30 metara (po prosječnome vodostaju). 
Iako je jezero svoj suvremeni oblik dobilo pod utjecajem ledenjačkih sila, njegove obale dosta su ravne i niske, s veoma malim stupnjem razvedenosti. Obale su uglavnom niske, s moćnim naslagama treseta, iza kojih se nalaze niske priobalne ravnice, često zamočvarene i podložne poplavama. Tijekom razdoblja proljetnih poplava poplavljeno je gotovo 1000 km² niskoga priobalnoga područja. Nešto više i razvedenije jedino su zapadne obale južnoga Pskovskoga jezera kod sela Krasnaja Gorka i na tome se području duž obala nalaze pješčane dine i brežuljci obrasli borovim šumama. Na pjeskovite obale nastavlja se pojas izrazito plitke vode širine od 200 do 300 metara.
Reljef dna dosta je jednoličan i gotovo ravan, a dno se blago izdiže idući k obalama. Uglavnom je prekriveno slojevima gline, a mjestimično i sitnozrnastim pijescima. Najdublji dio nalazi se u središnjem dijelu Toploga jezera, oko 300 metara od obale, gdje se obala strmo spušta do maksimalnih 15,3 metara dubine. 
Jezero se odlikuje visokim stupnjem protoka vode, i na godišnjoj razini ukupan protok jednak je polovici obujma jezera.
|              | Vodena bilanca             | Obujam             |
| ------------ | -------------------------- | ------------------ |
| Dotok vode   | Padaline                   | 560 mm (1,9 km³)   |
| Dotok vode   | Površinske i podzemne vode | 3150 mm (11,2 km³) |
| Gubitak vode | Otjecanje putem vodotoka   | 3390 mm (12 km³)   |
| Gubitak vode | Isparavanje                | 320 mm (1,1 km³)   |

Čudsko-pskovsko jezero slatkovodno je jezero. Odlikuje ga niska stopa mineralizacije i dosta mala prozračnost (od svega 2,5 metara) koja je posljedica visoke količine raznih nanosa koje u jezero donose njegove pritoke, ali i intenzivnijega razvoja planktona. Kretanje vode u jezeru uglavnom je dosta sporo i u najvećem dijelu godine uzrokovano je radom vjetra s prosječnim brzinama 5 – 9 cm/s. Tijekom proljetnih poplava nešto je intenzivnije kretanje jezerske vode u smjeru jug – sjever.
Zbog dosta male dubine jezerska voda brzo se zagrijava, ali se jednako tako i brzo hladi. Tijekom ljeta jezerska voda dostiže maksimalnih 25 – 26 °C u priobalnome dijelu, odnosno 22 °C na otvorenima vodama. Krajem studenoga i početkom prosinca stvara se ledeni pokrivač koji se prvo javlja na krajnjem jugu, a potom se širi k sjeveru Čudsko-pskovskoga jezera. Led se počinje topiti krajem travnja i početkom svibnja.

### Porječje jezera i otoci
Područje Pskovsko-čudskoga jezera pripada porječju Finskoga zaljeva Baltičkoga mora, a k jezerima odvodnjava se područje površine oko 47 800 km². U jezera se ulijeva oko 30 rijeka, a dvije najveće i po pritoku vode najznačajnije rijeke su Velikaja (dužina toka 430 km) koja se na krajnjem jugu ulijeva u Pskovsko jezero, i Emajõgi (dužina toka 218 km) koja se ulijeva u Čudsko jezero. Značajnije pritoke još su: Želča (107 km), Čerma (48 km), Gdovka (23 km), Čjornaja (57 km). Voda iz Čudsko-pskovskoga jezera ulijeva se jedino u rijeku Narvu koja istječe iz sjevernoga dijela Čudskoga jezera i teče k Finskome zaljevu. 
Na jezerima se nalazi 29 otoka ukupne površine od 25,8 km², te još oko 40 manjih otoka u delti rijeke Velikaje na krajnjem jugu Pskovskogaa jezera. Otoci su dosta niski i zamočvarena i iznad razine jezera izdižu se u visini od svega 1 – 2 metra (maksimalno do 4,5 m). Mnogi su otoci tijekom poplava u cijelosti prekriveni vodom. Najveći otoci su Pijrisar (površine 7,39 km²), Kolpina (11,2 km²) i Kamenka (6,2 km²). U središnjem dijelu Pskovskoga jezera nalazi se arhipelag Talapski otoci koji čine tri manja otoka ukupne površine 1,54 km².

## Živi svijet i ekologija
Priobalno područje i obale jezera obrasle su s 54 različite vrste vodenih biljaka među kojima su najraširenije trska, iđirot, milava. Plutajuće biljke u priobalju su rijetke i čine ih strelice, žuti lokvanj i vodeni dvornik. Močvare u priobalnome pojasu značajna su hranilišta za labudove, patke i guske tijekom njihovih migracija s Bijeloga k Baltičkome moru. Najraširenije riblje vrste su grgeč, deverika, bodorka, Coregonus autumnalis, Osmerus eperlanus.
Ekološka slika jezera i njihove okoline na zadovoljavajućoj je razini, vode se uglavnom klasificiraju u grupu čistih (I. i II. stupanj), izuzev u području oko ušća rijeka Võhanduu i Piuze gdje je zbog povišenoga sadržaja fosfata voda svrstana u treću kategoriju.
Najveći ekološki problemi jezera su povećani stupanj eutrofikacije uzrokovane intenzivnijim razmnožavanjem cijanobakterija.

## Vanjske poveznice
- Čudsko jezero Hrvatska enciklopedija
- Чудско-Псковское озеро, Velika sovjetska enciklopedija
- Lake Peipus, Encyclopædia Britannica
- Псковско-Чудское озеро
- Карты Псковско-Чудского озера